# Hammerdal
Hammerdal est une localité de Suède située dans la commune de Strömsund du comté de Jämtland. Elle couvre une superficie de 2,29 km2. En 2010, elle compte 974 habitants.